# Miguel Company
Miguel Alejandro Company Chumpitazi, né à Lima le 12 janvier 1945, est un footballeur péruvien reconverti comme entraîneur puis consultant sportif.

## Biographie
Joueur du José Gálvez et du Juan Aurich, Company devient entraîneur et commence sa carrière dans des clubs modestes du Pérou (Asociación Deportiva Tarma, Juventud La Joya, CNI de Iquitos) avant de diriger un promu en première division (Hungaritos Agustinos) en 1986. Il dirige ensuite des clubs plus huppés du pays (Sporting Cristal, Alianza Lima) avant de tenter sa première expérience en sélection en 1991 lorsqu'il prend les rênes de l'équipe nationale du Pérou qu'il dirige lors de la Copa América 1991 au Chili.
Après cette expérience en sélection, il part pour l'étranger, en Colombie (Deportivo Cali) puis au Mexique (Tiburones Rojos de Veracruz) puis retourne au Pérou pour y diriger une deuxième fois la sélection péruvienne à l'occasion de la Copa América 1995 en Uruguay. On le retrouve à la tête du Honduras durant la Gold Cup 1998 et revient une deuxième fois au Pérou pour diriger l'Universitario de Deportes avec qui il remporte le Tournoi d'ouverture 1999.
En 2000, Company retourne en Amérique centrale pour entraîner le Deportivo Saprissa au Costa Rica. Cette même année il prend en charge l'équipe de Cuba, sa quatrième expérience en sélection, qui sera aussi la plus longue puisqu'il y reste quatre ans. Homme de gauche, il réalise ainsi un vieux rêve, celui de « travailler pour la Révolution » selon ses propres aveux. Éliminé au 1er tour de la Gold Cup 2002, il fait mieux lors de l'édition suivante, puisqu'il emmène les Cubains en quarts-de-finale de la Gold Cup 2003, une première pour cette sélection caribéenne.
Il quitte Cuba en 2004, après une élimination face au Costa Rica lors des éliminatoires de la Coupe du monde 2006. Rentré au Pérou depuis, il dirige le Sport Boys en 2010. Atteint d'un lymphome aux ganglions, il se rétablit de cette maladie pour revenir sur le banc, cette fois-ci au Sport Huancayo en 2012, qu'il quitte après quelques mois pour raisons de santé.

## Palmarès d'entraîneur
Universitario de Deportes
- Tournoi d'ouverture (1) :
  - Vainqueur : 1999-A.